# روبرت غرينير
روبرت غرينير (بالإنجليزية: Robert Grenier)‏ هو شاعر أمريكي، ولد في 4 أغسطس 1941.